# Killing Machine
Killing Machine (Amerikansk titel: Hell Bent for Leather) er det britiske heavy metal-band Judas Priests femte studiealbum. Albummet var Judas Priest's første forsøg i deres "nye" lyd, og blev udgivet omtrent samtidig som bandet begyndte på deres nu berømte "læder-og-studs" stil.
Killing Machine blev omdøbt Hell Bent for Leather til den amerikanske udgivelse, da den amerikanske afdeling af Columbia/CBS ikke brød sig om albumtitlens "morderiske implikationer". Derudover blev nummeret "The Green Manalishi (With the Two-Pronged Crown)", en tidlig coverversion af et Fleetwood Mac-nummer, tilføjet: det var ikke på den britiske udgivelse.
Albummet blev digitalt forbedret og genudgivet i 2001 med to bonusspor. Bonussporet "Fight for Your Life" var den oprindelige version af bandets "Rock Hard Ride Free" fra Defenders of the Faith.

## Spor
Alle sange skrevet af Rob Halford, K.K. Downing og Glenn Tipton medmindre andet er angivet.
1. "Delivering the Goods" – 4:16
2. "Rock Forever" – 3:16
3. "Evening Star" (Halford, Tipton) – 4:06
4. "Hell Bent for Leather" (Tipton) – 2:41
5. "Take on the World" (Halford, Tipton) – 3:00
6. "Burnin' Up" (Downing, Tipton) – 4:07
7. "The Green Manalishi (With the Two-Pronged Crown)" (Peter Green) – 3:23
8. "Killing Machine" (Tipton) – 3:01
9. "Running Wild" (Tipton) – 2:58
10. "Before the Dawn" – 3:23
11. "Evil Fantasies" – 4:15

### Bonusspor på genudgivelse
1. "Fight for Your Life" – 4:06
2. "Riding on the Wind" (Live) – 3:16

## Musikere
- Rob Halford: Vokal
- K.K. Downing: Guitar
- Glenn Tipton: Guitar
- Ian Hill: Bas
- Les Binks: Trommer